# オレリ川の戦い
オレリ川の戦い（ロシア語: Битва на реке Орели）は、1184年7月30日にオレリ川（現ウクライナ・オリリ川(ru)）において、ルーシ諸公国軍とポロヴェツ族軍との間で行われた戦いである。キエフ大公スヴャトスラフの指揮するルーシ連合軍が、コビャーク率いるポロヴェツ連合軍に勝利した。

## 日時
キエフ年代記は戦いを6691年（西暦1183年）、ラヴレンチー年代記は6693年（1185年）の出来事と記している。ただし、帝政ロシアからソ連にかけての歴史学者ニコライ・ベレジコフ(ru)の分析によれば、オレリ川の戦いは1184年の出来事であるとされている。すなわち、キエフ年代記では、オレリ川の戦い前のコンチャークによるルーシ侵攻を6691年の2月、またコンチャークが敗れたホロル川の戦い(ru)を6692年の3月1日としていることから、オレリ川の戦いは6693年(1184年）の出来事であるとしている。

## 経緯
キエフ大公スヴャトスラフとその同盟者であるリューリクは、キエフ公国軍、ペレヤスラヴリ公国軍、ヴォルィーニ公国軍（ルーツク公が参戦）、トゥーロフ公国軍（ピンスク公、ドゥブロヴィツァ公、ペレソプニツァ公が参戦）、ガーリチ公国軍（ガーリチ公ヤロスラフが軍を派遣）、チョールヌィ・クロブキ軍等からなる軍勢を率いて出撃した。ドニエプル川下流域を目指すスヴャトスラフに対し、スヴャトスラフの属するチェルニゴフ・オレグ家(ru)の諸公（チェルニゴフ公ヤロスラフ：スヴャトスラフ弟、ノヴゴロド・セヴェルスキー公イーゴリ、トルブチェフスク公フセヴォロドら）は自領防衛を名目に出兵せず、ペレヤスラヴリ近郊（ドニエプル川中流域）であれば、スーラ川まで兵を出すと提案した。スヴャトスラフはこの提案を受けず、ドニエプル川を南下した。スヴャトスラフはオレリ川河口付近（場所は推定）で渡河し、陣を張った。前衛にはペレヤスラヴリ公ウラジーミル、スヴャトスラフの子グレプ・ムスチスラフ兄弟、リューリクの甥ムスチスラフらが配された。ルーシ軍の進軍をみたポロヴェツ軍は一時撤退し、ルーシ軍とコビャーク率いるポロヴェツ軍はオレリ川をはさんでしばらく射撃戦を行った。しかしスヴャトスラフ、リューリクが援軍を向かわせるとポロヴェツ軍は撤退した。ルーシ軍はこれを追撃し、大きな戦果を挙げた。コビャークをはじめポロヴェツの長の多くが捕縛され、あるいは殺害された。

## 参戦した人物
イパーチー年代記には、以下の人物が参戦したことが記されている。
- ルーシ諸公：スヴャトスラフ、リューリク、グレプ（スヴャトスラフの子）、ムスチスラフ（スヴャトスラフの子）、ペレヤスラヴリ公ウラジーミル、ルーツク公フセヴォロド(ru)、ペレソプニツァ公ムスチスラフ、ムスチスラフ（リューリクの甥）、イジャスラフ（スモレンスク公ダヴィドの子か）、グロドノ公ムスチスラフ(ru)、ピンスク公ヤロスラフ、ドゥブロヴィツァ公グレプ、トリポリエ公ムスチスラフ
- ポロヴェツ族：コビャーク、コビャークの2人の子、イザイ(ru)、トグリイ、トグリイの子、ボクミシ（トグリイの兄弟）、オサルク（オソルクとも[7]）(ru)、バラク、タルフ、ダニラ、ソドヴァク、コリャジ、タルスク。このうち、コリャジとタルスクは捕縛されたのち斬られた。軍団長のコビャークは、イーゴリ軍記中に「スヴャトスラフの館でくずおれた」という記述があり[8]、スヴャトスラフに処刑されたとも考えられる[4]。他の何名かは年代記上の後の記述に名前がみられる人物もある。